# École des Annales
Pour les articles homonymes, voir Annales (homonymie).
| - Marc Bloch - Lucien Febvre |

L’École des Annales est un courant de pensée historique français du XXe siècle. Elle se distingue de l’École méthodique (incarnée notamment par la Revue historique fondée en 1876 par Gabriel Monod). Elle cherche à mettre en avant une histoire globale, holiste, à la fois dans le temps (longue durée) et dans l’espace (prise en compte des faits de société dans leur ensemble). Caractérisées dès leurs débuts par une volonté de transdisciplinarité au sein des sciences sociales, les Annales renouvellent en profondeur l’historiographie.
Les Annales, revue fondée par Lucien Febvre (1878-1956) et Marc Bloch (1886-1944) à la fin des années 1920, n’ont jamais été à proprement pensées comme une « école » par ses fondateurs, mais plutôt comme une constellation de collaborateurs, d’auteurs, historiens et historiennes, qui ont essayé de défricher de nouvelles méthodes. L’idée d'une « école des Annales » est une invention rétrospective, qui tend à gommer la variété des approches et des objets pris en charge par les historiennes et les historiens qui ont écrit dans les Annales. La création en 1947 de la 6e section de l’École Pratique des Hautes Études et celle, en 1975, de l'École des Hautes Études en Sciences Sociales poursuit le projet pluridisciplinaire de la revue, mais il convient de distinguer ces initiatives institutionnelles et la revue historique.

## Première génération
Début 1929, Lucien Febvre et Marc Bloch fondent une revue dont la postérité sera sans précédent en France au XXe siècle : les Annales d'histoire économique et sociale. Cette revue, tout comme l'École, essaie d'écrire une histoire complète, une histoire « totale », en ne se limitant plus aux seuls aspects politiques, militaires ou diplomatiques. Mais l'École des Annales, comme l'a montré Robert Leroux, trouve ses origines dans les travaux de Henri Berr et de l'école durkheimienne, notamment François Simiand, et aussi, ainsi que le rappelle Jacques Le Goff, dans la communication d'Henri Pirenne, en 1923, sur la méthode comparative en histoire, de sorte que la date de 1929 peut apparaître davantage comme un aboutissement qu'un commencement absolu.
On retrouve les expressions les plus vives de ces diverses influences dans le livre phare de Lucien Febvre, Combats pour l'histoire, qui veut secouer l'apathie et la paresse intellectuelle des historiens en s'opposant à l'histoire « traditionnelle », celle de Charles Seignobos et d'Ernest Lavisse. Dans la revue tout comme dans Combats pour l'histoire, le « social » est hissé comme bannière, afin de couvrir tout un champ encore inconnu, celui des profondeurs de l'histoire, de ses souterrains, que ce soit sur les plans économique et social ou sur le plan balbutiant des mentalités.
La naissance de l'École des Annales s'inscrit dans le contexte de l'entre-deux-guerres (1918-1939), où l'Occident est en proie à une grave crise de l'historicité, le sentiment du Progrès et de la continuité ayant perdu leur évidence, et la Première Guerre mondiale ayant secoué les certitudes d'une Europe triomphante. Le rôle de l'historien ne peut plus, dès lors, se réduire à l'accumulation laborieuse de petites histoires désincarnées. L'historien doit, selon l'un des fondateurs Lucien Febvre, plonger dans son présent afin d'écrire une histoire vivante, qui palpite avec son époque et qui est engagée dans ses enjeux :

« Entre l’action et la pensée, il n’est pas de cloison. Il n’est pas de barrière. Il faut que l’histoire cesse de vous apparaître comme une nécropole endormie, où passent seules des ombres dépouillées de substance. Il faut que, dans le vieux palais silencieux où elle sommeille, vous pénétriez, tout animés de la lutte, tout couverts de la poussière du combat, du sang coagulé du monstre vaincu – et qu’ouvrant les fenêtres toutes grandes, ranimant les lumières et rappelant le bruit, vous réveilliez de votre vie à vous, de votre vie chaude et jeune, la vie glacée de la Princesse endormie … »

— Combats.
L'histoire doit devenir une « histoire-problème », qui questionne le passé et remet constamment en question ses propres postulats et méthodes, afin de ne pas être en reste sur les autres sciences et sur l'histoire du monde. Cette obligation implique de sortir l'histoire de son « immobilisme académique » en diversifiant et surtout en croisant ses sources, au-delà des seules références écrites traditionnelles. Il s'agit de s'ouvrir aux autres sciences humaines, de les combiner entre elles afin de pouvoir stimuler la curiosité de l'historien. Pour citer Marc Bloch, l'autre fondateur : « Le bon historien ressemble à l’ogre de la légende. Là où il flaire la chair humaine, il sait que là est son gibier » (Apologie pour l'histoire ou Métier d'historien).
L'École des Annales, qu'on la considère comme un mouvement d'historiens ayant des préoccupations communes, ou comme un paradigme ayant produit des cohortes d'historiens, trouva dans la première génération une source inépuisable d'inspiration et d'actualisation. Ayant rédigé près de 50 % de tous les écrits de la Revue jusqu'en 1940, Lucien Febvre et Marc Bloch ont laissé une marque indélébile sur le mouvement des Annales, faisant même parfois l'objet d'un véritable culte dans les années 1960 et 1970. Dénoncé ou non, ce « culte » a permis aux générations suivantes des Annales de prôner la fidélité aux origines du mouvement tout en adaptant et actualisant les écrits et les projets des fondateurs en fonction de leur propre expérience du temps.

## Seconde Guerre mondiale et Occupation
En 1939, le capitaine Marc Bloch, âgé de 53 ans, reprend du service dans l'armée française. Il se voit cantonné loin du feu, au service des carburants. Une fois démobilisé, il enseigne à l'Université de Clermont-Ferrand puis à l'Université de Montpellier. Afin de mettre sa famille à l'abri, il tente de gagner les États-Unis. Il n'y parvient pas et s'engage dans la Résistance clandestine. Marc Bloch est arrêté en mars 1944 et torturé. Il est exécuté le 16 juin 1944, dix jours après que les Alliés ont pris pied en Normandie.

## Deuxième génération
À partir de la Libération, les héritiers de cette école sont, notamment, Fernand Braudel, Pierre Goubert et Ernest Labrousse qui produisent une histoire très économique et s'intéressent davantage encore au « temps long », qui permet d'apprécier l'évolution des sociétés, plutôt qu'au « temps court », celui de l'événement, trop instable pour être significatif.
Georges Duby, héritier des travaux de Marc Bloch et de Lucien Febvre, appartient à la deuxième génération de l'École des Annales, et révolutionne le genre en écrivant en 1973 Le Dimanche de Bouvines, dans lequel il réintroduit l'événement dans l'historiographie, idée en rupture avec l'esprit initial des Annales. Il écrit dans l'avant-propos de son ouvrage que l'histoire produite par lui et ses collègues historiens « rejetait sur les marges l'événementiel, répugnait au récit, s'attachait au contraire à poser, à résoudre des problèmes et, négligeant les trépidations de surface, entendait observer dans la longue et la moyenne durée, l'évolution de l'économie, de la société, de la civilisation ».
De vingt ans le cadet de Braudel, Pierre Chaunu doit beaucoup à l'école des Annales ; il fonde le Centre de recherche d'histoire quantitative et est considéré comme l'un des pères de l'histoire quantitative et sérielle. De 1959 à 1963, Robert Philippe, médiéviste spécialiste des techniques qui développe une approche globale de l'énergie, est chargé par son maître à penser Fernand Braudel de la direction du Centre de recherches historiques de l’École pratique des hautes études et de la coordination de la division d’histoire.

## Troisième génération
Profitant du repli du structuralisme et de son rejet de la dimension temporelle, l’École des Annales évolue à la fin des années 1960 d’une histoire économique et démographique, très productive dans les années 1950 et 1960, vers une histoire culturelle et ethnographique qui prend le nom de « Nouvelle Histoire »,. En 1969, la revue des Annales passe d'une direction unique, fortement marquée par la personnalité de Braudel, à un directoire composé d'André Burguière, Emmanuel Leroy Ladurie, Jacques Le Goff, Marc Ferro et Jacques Revel.
Avec en 1971, un numéro spécial de la revue intitulé « Histoire et Structure », les Annales s'inspirent de l'anthropologie structurale de Claude Lévi-Strauss et s'intéressent au sens caché des pratiques collectives, sans s'enfermer pour autant dans des modélisations trop rigides. André Burguière va plus loin que l'histoire braudélienne de la longue durée et trace les lignes d'un programme d'anthropologie historique, aux croisements des méthodes de l'histoire, de la sociologie, de l'ethnologie et de la démographie. Reprenant notamment, conjointement avec le groupe d'histoire sociale de l'Université de Cambridge (Peter Laslett), la filiation leplaysienne des méthodes quantitatives, du droit coutumier et des modalités d'héritage, ce programme pose les fondations d'une histoire de la famille d'ambition transdisciplinaire et internationale.
Cet élargissement au pluriel de l'horizon historique, qui s'étend jusqu'à l'archéologie (Jean-Marie Pesez), est particulièrement illustré avec la fondation en 1971 par Pierre Nora de la collection « Bibliothèque des histoires » (chez Gallimard), marquée par l'épistémologie de Michel Foucault. En 1974, Pierre Nora et Jacques Le Goff publient dans cette collection la trilogie Faire de l'Histoire, charte pour la Nouvelle Histoire. « Nouvelle Histoire » sera également le titre, en 1978, d'un ouvrage collectif à caractère encyclopédique récapitulant cinquante années de recherches.
L'autre grand courant de cette Nouvelle Histoire est, à côté de l'anthropologie historique, l'histoire des mentalités qui reprend le terme utilisé par Lucien Lévy-Bruhl au début du XXe siècle pour le déplacer vers l'exploration de la « psyché » humaine à travers les comportements, sensibilités et représentations exprimés collectivement. Cette histoire des mentalités, menée par Philippe Ariès, Georges Duby, Michel Vovelle, Robert Mandrou et Jacques Le Goff, va connaître un succès considérable et offre à l'École des Annales son rayonnement national et international le plus spectaculaire.

## Quatrième génération
Alors que l'histoire semble éclater en disciplines et en courants historiographiques toujours plus nombreux, l'École des Annales tente de répondre à l'emballement par la mise en œuvre d'un tournant critique, initié à la fin des années 1980 par le comité de rédaction de la revue, à l'instigation notamment de Bernard Lepetit[réf. souhaitée].